# Everything is Wrong
Albums de Moby
Demons/Horses
(1994) Everything is Wrong (DJ Mix album)
(1996)
Singles
1. All That I Need Is To Be Loved
Sortie : 1993
2. Hymn
Sortie : mai 1994
3. Feeling So Real
Sortie : octobre 1994
4. Everytime You Touch Me
Sortie : février 1995
5. Into the Blue
Sortie : juin 1995
6. What Love?
Sortie : 1995
7. Bring Back My Happiness
Sortie : février 1996

Everything is Wrong est un album de Moby sorti en 1995. Très bien accueilli par la critique, il obtiendra un petit succès d'estime (250 000 copies vendues dans le monde) et sera certifié disque d'or en Angleterre.

## Liste des titres
| No  | Titre                                  | Durée |
| --- | -------------------------------------- | ----- |
| 1.  | Hymn                                   | 3:17  |
| 2.  | Feeling So Real                        | 3:21  |
| 3.  | All That I Need Is To Be Loved         | 2:43  |
| 4.  | Let's Go Free                          | 0:38  |
| 5.  | Everytime You Touch Me                 | 3:41  |
| 6.  | Bring Back My Happiness                | 3:12  |
| 7.  | What Love?                             | 2:48  |
| 8.  | First Cool Hive                        | 5:17  |
| 9.  | Into the Blue                          | 5:33  |
| 10. | Anthem                                 | 3:27  |
| 11. | Everything Is Wrong                    | 1:14  |
| 12. | God Moving Over the Face of the Waters | 7:21  |
| 13. | When It's Cold I'd Like to Die         | 4:13  |

## Personnel
- Moby - Musique, chant sur All That I Need Is to Be Loved et What Love
- Kochie Banton - chant sur Feeling So Real et Everytime You Touch Me
- Mylm Rose et Nicole Zaray - chants sur Feeling So Real
- Rozz Morehead - chant sur Everytime You Touch Me et Bring Back my Happiness
- Saundra Williams - chant sur Bring Back my Happiness
- Mimi Goese - chant sur Into the Blue et When It's Cold I'd Like to Die